# Parafia Wniebowzięcia Najświętszej Maryi Panny w Irkucku
Parafia Wniebowstąpienia NMP w Irkucku – rzymskokatolicka parafia znajdująca się w Irkucku, w diecezji Świętego Józefa w Irkucku, w dekanacie irkuckim, w Rosji. W parafii nie rezyduje żaden duchowny. Parafię prowadzą ojcowie werbiści z parafii Niepokalanego Serca Najświętszej Marii Panny w Irkucku.

## Historia
Pierwsi kapłani katoliccy w guberni irkuckiej pojawili się w 1806. W 1812 gubernator Irkucka chciał zbudować w mieście kościół dla jezuitów, jednak pomysł ten został zablokowany w Petersburgu. Kościół powstał w 1825. Parafia liczyła wtedy 400 katolików i należała do archidiecezji mohylewskiej. Kościół spłonął w 1879 podczas pożaru miasta. Nowy, obecny kościół zbudowano w latach 1881–1884.
Kościół został zamknięty przez komunistów 7 kwietnia 1938. Po dziś dzień służy celom świeckim (obecnie jako sala organowa filharmonii). Parafia odrodziła się w 1991. Od tego czasu trwają zabiegi o zwrot świątyni. Obecnie w kościele wydzielone jest pomieszczenie, w którym znajduje się kaplica. W największe święta msze święte odprawiane są w sali głównej, czyli w dawnej nawie kościoła.